# Amerikanische Gesellschaft für Musikwissenschaft
Die Amerikanische Gesellschaft für Musikwissenschaft (AMS = American Musicological Society) ist ein Fachverband von Musikwissenschaftlern in Amerika (USA).
Die Organisation rekrutiert sich aus Mitgliedern der akademischen Forschung, und das in einer Vielzahl von Bereichen wie der Lehre und der Forschungsförderung. Sie wurde 1934 gegründet. Die Gründungsväter waren George S. Dickinson, Carl Engel, Gustave Reese, Helen Heffron Roberts, Joseph Schillinger, Charles Seeger, Harold Spivacke, Oliver Strunk und Joseph Yasser; Otto Kinkeldey, der erste amerikanische Professor, der auch Musikwissenschaft an der Cornell University lehrte, war der erste Präsident.